# Andra Day
Andra Day, geboren als Cassandra Monique Batie (Edmonds, 30 december 1984), is een Amerikaanse zangeres en actrice.

## Biografie
Andra Day werd in 1984 in Edmonds (Washington) geboren als Cassandra Monique Batie. Op driejarige leeftijd verhuisde ze met haar familie naar Zuid-Californië. Ze groeide op in en rond de stad San Diego. Al op jonge leeftijd begon ze met zingen in het koor van de First United Methodist Church in Chula Vista. Daarnaast volgde ze van haar vijfde tot haar twintigste danslessen. Ze studeerde aan achtereenvolgens Valencia Park Elementary School en San Diego School of Creative and Performing Arts. Na haar studies had ze twintig verschillende baantjes. Zo werkte ze een poos als kinderanimator.

## Carrière

### Muziek
In 2010 werd een optreden van Day aan een winkelcentrum in Malibu opgemerkt door de echtgenote van Stevie Wonder, die haar op zijn beurt in contact bracht met muziekproducent Adrian Gurvitz. In 2011 sloot Day zich aan bij Gurvitz' platenlabel Buskin Records, waarna ze naam begon te maken met het zingen van covers en mash-ups van uiteenlopende artiesten als Eminem, Amy Winehouse, The Notorious B.I.G., Muse en Marvin Gaye, die ze in de slaapkamer van haar zus opnam en vervolgens deelde via YouTube en Facebook. De populaire video's leverden haar een platencontract op bij Warner Bros. Records.
In 2014 werd ze door haar optreden op het Sundance Film Festival opgemerkt door regisseur Spike Lee, die nadien de videoclip van haar nummer "Forever Mine" regisseerde. In augustus 2015 trad ze ook op tijdens de slotceremonie van de Special Olympics.
In 2015 bracht ze haar debuutalbum Cheers to the Fall (2015) uit. Het album ontving veel lof van de Amerikaanse muziekpers. Day zelf werd meermaals vergeleken met artiesten als Eartha Kitt, Amy Winehouse, Billie Holiday en Adele. Het album bereikte de derde plaats in de Amerikaanse R&B-hitparade en ontving een Grammy Award-nominatie voor beste R&B-album. Ook de single "Rise Up" werd voor een Grammy genomineerd. In de zomer van 2015 begon Day als voorprogramma van Lenny Kravitz aan haar eerste nationale tournee.
Op 20 januari 2021 bracht zij het nummer 'Rise Up' tijdens de inauguratie van President Joe Biden.

### Film
In 2017 sprak Day de stem in van het personage Sweet Tea in de animatiefilm Cars 3. Datzelfde jaar had ze ook een rolletje in de biografische dramafilm Marshall. Voor de film zong ze ook samen met rapper Common het nummer "Stand Up for Something". Het lied werd in 2018 genomineerd voor de Oscar voor beste originele nummer. Common en Day zongen het nummer ook tijdens de Oscaruitreiking.

## Discografie

### Albums
- Cheers to the Fall (2015)

## Filmografie
- Cars 3 (2017) (stem)
- Marshall (2017)